# Rollone (calciatore)
 Rollone (fl. XX secolo) è stato un calciatore italiano, di ruolo difensore.

## Carriera
Con la Pro Vercelli disputa 22 gare nei campionati di Prima Divisione 1923-1924, 1924-1925 e 1925-1926.